# إيفان فارغاس
إيفان فارغاس (بالإسبانية: Iván Vargas)‏ (5 يونيو 1991 - ) هو مدرب كرة قدم ولاعب كرة قدم باراغواياني في مركز الوسط. شارك مع منتخب الباراغواي تحت 20 سنة لكرة القدم ومنتخب باراغواي لكرة القدم. أما مع النوادي، فقد لعب مع روبيو نيو ‏.

## وصلات خارجية
- إيفان فارغاس على موقع قاعدة بيانات كرة القدم.إي يو (الإنجليزية)